# Adkān
Adkān (persiska: ادکان) är en ort i Iran.   Den ligger i provinsen Nordkhorasan, i den nordöstra delen av landet, 500 km öster om huvudstaden Teheran. Adkān ligger 1 051 meter över havet och antalet invånare är 123.
Terrängen runt Adkān är huvudsakligen platt, men söderut är den kuperad.Runt Adkān är det ganska glesbefolkat, med 30 invånare per kvadratkilometer. Närmaste större samhälle är Ājghān, 5,8 km nordost om Adkān. Trakten runt Adkān består i huvudsak av gräsmarker.